# Ashley (Cambridgeshire)
Pour les articles homonymes, voir Ashley.
Ashley est une paroisse civile et un village du Cambridgeshire, en Angleterre.